# Piz Calderas
Piz Calderas är en bergstopp i Schweiz.   Den ligger i regionen Maloja och kantonen Graubünden, i den östra delen av landet, 180 km öster om huvudstaden Bern. Toppen på Piz Calderas är 3 397 meter över havet.
Terrängen runt Piz Calderas är bergig västerut, men österut är den kuperad. Närmaste större samhälle är St. Moritz, 11,7 km öster om Piz Calderas. 
Trakten runt Piz Calderas består i huvudsak av gräsmarker. Runt Piz Calderas är det glesbefolkat, med 14 invånare per kvadratkilometer.